# Christiaen Striep
Christiaen Striep, ook geschreven als Kristiaan en Strijp/Streep (Den Bosch, 1633/34 - Amsterdam, september 1673), was een Nederlandse kunstschilder.

## Biografie
Striep werd geboren in Den Bosch en woonde en werkte in Amsterdam. Behalve dat hij in 1655 in de laatste stad trouwde en daar sindsdien ook werkte, is er niet veel over zijn leven bekend.
Hij schilderde insecten en stillevens van vruchten en planten ("distels en kruiden"). Er zijn meerdere werken van hem bekend die geen van alle een datering hebben. Hij volgde de stijl van schilders als Otto Marcelis en Willem Kalf, en was mogelijk een leerling van de laatste. Abraham de Heusch leerde bij hem het schildersvak.

## Galerij
|                       |  |  |
| stillevens van Striep |  |  |

- Biografisch Portaal: 54050081
- KulturNav: e84a2df9-ca6c-429f-95ce-d24f9f11c0f5
- RKD-Nederlands Instituut voor Kunstgeschiedenis: 75732
- Union List of Artist Names: 500005893
- Virtual International Authority File: 95716825